# (2604) Маршак
(2604) Маршак (лат. Marshak) — типичный астероид главного пояса, открыт 13 июня 1972 года советским астрономом Тамарой Смирновой в Крымской астрофизической обсерватории и 31 мая 1988 года назван в честь писателя Самуила Маршака.

## Обнаружение и именование
(2604) Маршак
Открыт 13 июня 1972 года в Научном Т. М. Смирновой.
Назван в память об известном советском поэте Самуиле Яковлевиче Маршаке (1887—1964), авторе классической детской литературы. Широкую известность ему принесли переводы стихотворений Роберта Бёрнса и сонетов Шекспира.
Оригинальный текст (англ.)2604 Marshak
Discovered 1972-06-13 by Smirnova, T. at Nauchnyj.
Named in memory of Samuil Yakovlevich Marshak (1887—1964), famous Soviet poet, writer of classic children's literature. His translations of poems by Robert Burns and of sonnets by Shakespeare won him wide recognition.
Источники: DISCOVERY.DB; M.P.C. 13172.

## Орбита

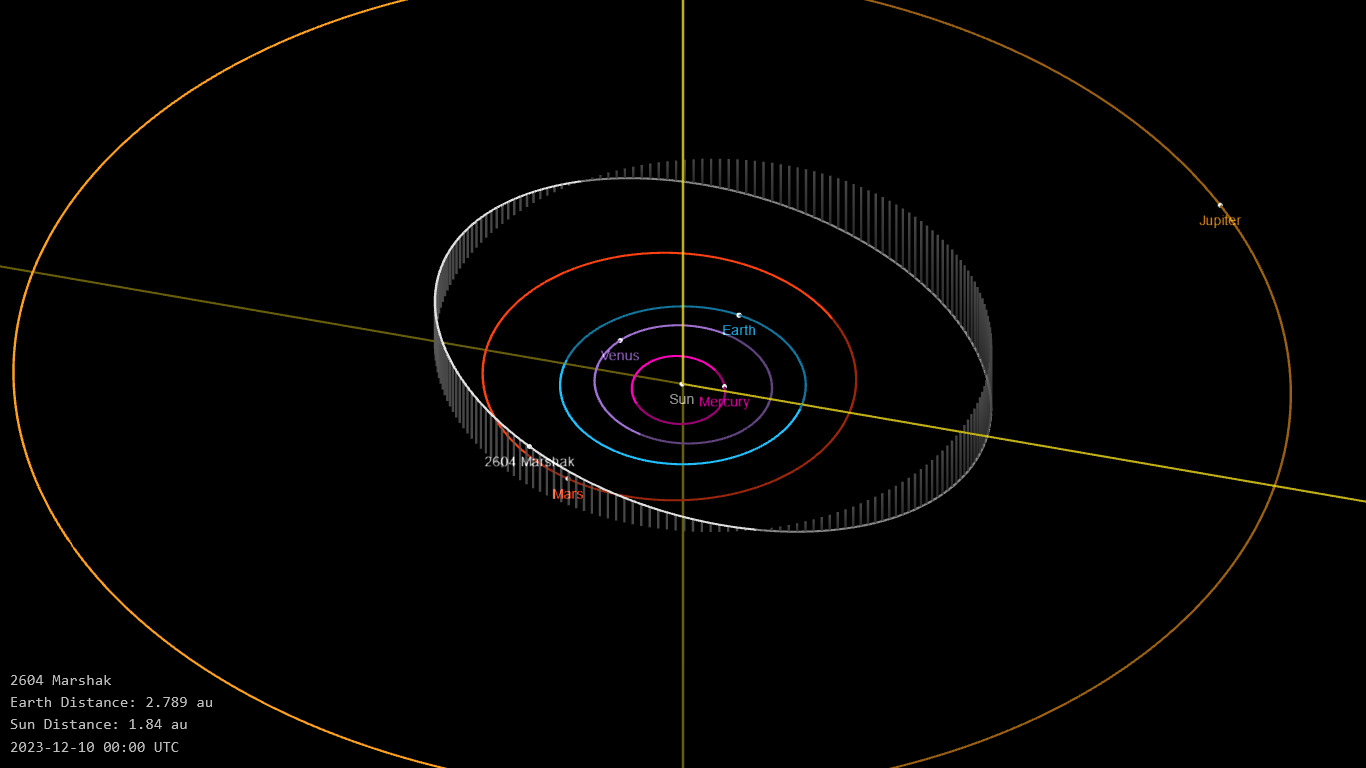
Орбита астероида Маршак и его положение в Солнечной системе

## Физические характеристики
Из результатов второго этапа спектроскопической съёмки малых астероидов главного пояса (Small Main-belt Asteroid Spectroscopic Survey, SMASSII) следует, что астероид относится к таксономическому классу Sa, а из наблюдений системы телескопов панорамного обзора и быстрого реагирования Pan-STARRS — к классу S.
По результатам наблюдений системы телескопов панорамного обзора и быстрого реагирования Pan-STARRS, наблюдений системы последнего оповещения о столкновении астероида с Землей Asteroid Terrestrial-impact Last Alert System и наблюдений космического телескопа оптического диапазона Gaia абсолютная звёздная величина астероида сначала оценивалась равной 13,27±0,28m, позже — 13,31±0,215m.